# Liste von Filmen zum Thema Todesstrafe
Die Liste von Filmen zum Thema Todesstrafe führt Filme und Fernsehsendungen auf, die die Todesstrafe thematisieren (also nicht nur eine Hinrichtung oder Ähnliches zeigen). Die Filme sind in zeitlicher Reihenfolge ihres Erscheinens gelistet; Regisseur und Hauptdarsteller werden genannt, soweit bekannt.

## 20. Jahrhundert
- 1916: „The People vs. John Doe“ von Lois Weber mit Harry De More
- 1931: „M“ von Fritz Lang mit Peter Lorre
- 1951: "Ein Platz an der Sonne" mit Montgomery Clift und Elizabeth Taylor
- 1956: „Jenseits allen Zweifels“ von Fritz Lang mit Dana Andrews und Joan Fontaine
- 1957: „Die zwölf Geschworenen“ von Sidney Lumet mit Henry Fonda und Lee J. Cobb
- 1957: „In letzter Stunde“ von Joseph Losey mit Michael Redgrave
- 1957: „Wege zum Ruhm“ von Stanley Kubrick mit Kirk Douglas und Ralph Meeker
- 1958: „Laßt mich leben“ von Robert Wise mit Susan Hayward und Simon Oakland
- 1959: „Der Zwang zum Bösen“ von Richard Fleischer mit Orson Welles
- 1967: „Kaltblütig“ von Richard Brooks mit Robert Blake und John Forsyth
- 1968: „Tod durch Erhängen“ von Nagisa Ōshima
- 1971: „Sacco und Vanzetti“ von Giuliano Montaldo mit Gian Maria Volonté und Riccardo Cucciolla, Musik von Ennio Morricone
- 1973: „Endstation Schafott“ von José Giovanni mit Jean Gabin und Alain Delon
- 1977: „Die Erschiessung des Landesverräters Ernst S.“ von Richard Dindo und Niklaus Meienberg
- 1979: „Der rote Pullover“  von Michel Drach mit Serge Avédikian und Roland Bertin
- 1981: „Verdammt bis zum Schafott“ von José Giovanni mit Annie Girardot und Claude Brasseur
- 1987: „Ein kurzer Film über das Töten“ von Krzysztof Kieślowski mit Mirosław Baka und Krzysztof Globisz
- 1987: „Rampage“ von William Friedkin
- 1987: „Die 12 Geschworenen“ mit Jack Lemmon
- 1989: „Bangkok Hilton“ von Ken Cameron mit Nicole Kidman
- 1991: „Carolina Skeletons“ (über den Fall von George Stinney) von John Erman
- 1995: „Fiesta“ von Pierre Boutron mit Jean-Louis Trintignant
- 1995: „Dead Man Walking“ von Tim Robbins mit Susan Sarandon und Sean Penn
- 1996: „Die Kammer“ von James Foley mit Chris O’Donnell und Gene Hackman
- 1996: „Die Jury“ mit Matthew McConaughey, Sandra Bullock und Samuel L. Jackson
- 1996: „Last Dance“ von Bruce Beresford mit Sharon Stone und Rob Morrow
- 1998: „Für das Leben eines Freundes“ von Joseph Ruben mit Vince Vaughn und Joaquin Phoenix
- 1999: „The Green Mile“ von Frank Darabont mit Tom Hanks und David Morse
- 1999: „Ein wahres Verbrechen“ von und mit Clint Eastwood
- 2000: „Die Witwe von Saint-Pierre“ mit Juliette Binoche
- 2000: „Dancer in the Dark“ von Lars von Trier mit Björk und Catherine Deneuve

## 21. Jahrhundert
- 2001: „Monster’s Ball“ von Marc Forster mit Billy Bob Thornton und Halle Berry
- 2002: „Ted Bundy“ von Matthew Bright
- 2002: „Das Leben des David Gale“ von Alan Parker mit Kevin Spacey und Kate Winslet
- 2003: „Monster“ (über den Fall Aileen Wuornos) von Patty Jenkins mit Charlize Theron und Christina Ricci
- 2004: „Manners of Dying“ von Jeremy Peter Allen mit Roy Dupuis und Serge Houde
- 2004: „Return to Sender“ von Bille August mit Connie Nielsen und Aidan Quinn
- 2005: „Capote“ von Bennett Miller mit Philip Seymour Hoffman
- 2013: „Last Statement“ von Orla Wolf und Juliane Block
- 2015: „Last Day of Freedom“
- 2016: „Im Todestrakt“ von Oliver Schmitz
- 2017: „My Days of Mercy“ von Tali Shalom Ezer mit Elliot Page und Kate Mara
- 2021: „Nahschuss“ von Franziska Stünkel mit Lars Eidinger und Luise Heyer
- 2022: „Will My Parents Come to See Me“ von Mo Harawe

## Fernsehsendungen
- Arte.tv: Mit offenen Karten 1: zur Todesstrafe weltweit
- Arte.tv: Mit offenen Karten 2: zur Todesstrafe in den USA
- Tatort: Todesstrafe